# Đau cổ
Đau cổ (hoặc đau vùng cổ) là một vấn đề phổ biến với hai phần ba dân số gặp phải tình trạng này vào một số thời điểm trong cuộc đời của họ.
Cơn đau cổ mặc dù xảy ra ở vùng cổ nhưng những vấn đề ở cột sống cũng có thể là nguyên nhân gây tình trạng này. Đau cổ có thể phát sinh do co cơ ở cả vùng cổ và lưng trên hoặc sự chèn ép các dây thần kinh ở đốt sống cổ. Sự tổn thương khớp cổ cũng sẽ tạo ra các cơn đau tương tự như tổn thương ở khớp lưng trên.
Phần đầu được nâng đỡ bởi cổ dưới và lưng trên và đây là những vùng thường gây ra đau cổ. 3 khớp phía trên cổ giúp cổ và đầu có thể di chuyển dễ dàng. Những khớp dưới của cổ và khớp trên của lưng phía trên tạo thành cấu trúc nâng đỡ cho phần đầu. Nếu hệ thống nâng đỡ này bị ảnh hưởng xấu thì những cơ ở khu vực này sẽ bị co cứng dẫn đến đau cổ
Đau cổ ảnh hưởng đến khoảng 5% dân số thế giới theo thống kê năm 2010.

## Chẩn đoán
Cơn đau cổ có thể bắt nguồn từ bất kể thành phần cấu tạo nào ở cổ bao gồm mạch máu, dây thần kinh, đường hô hấp, đường tiêu hóa và cơ khớp
Những nguyên nhân chủ yếu gây đau cổ gồm:
- Giải phẫu động mạch cảnh
- Đau do hội chứng mạch vành cấp tính
- Ung thư đầu và cổ
- Nhiễm trùng
- Thoát vị đĩa đệm cột sống –đĩa đệm bị lồi, phồng hoặc bị sa sút nặng
- Thoái hóa đốt sống, thoái hóa khớp và gai cột sống
- Hẹp cột sống

Một số nguyên nhân gây đau cổ khác bao gồm
- Căng thẳng thần kinh–cả về thể chất lẫn tinh thần
- Ngủ sai tư thể – nhiều người ngủ trên ghế sofa sai tư thế nên thức dậy thấy đau cổ.
- Do chấn thương khi chơi thể thao, tai nạn giao thông
- Đau nhói – hầu hết xuất phát từ những vấn đề ở lưng trên
- Hoạt động quá mức gây căng cơ
- Chấn thương cổ do chuyển động đột ngột
- Dây thần kinh bị chèn ép

Tư thế ngủ không đúng, đau bụng, chấn thương đầu,viêm khớp dạng thấp, đau động mạch cổ, bệnh truyền nhiễm, ung thư, viêm cột sống dính khớp, chấn thương thực quản, chấn thương tuyến giáp...cũng là những nguyên nhân dẫn đến đau cổ

## Điều trị
Việc điều trị đau cổ cần dựa vào nguyên nhân gây đau. Điều trị bảo tồn được ưu tiên hơn để chữa đau cổ với đa số trường hợp. Một số cách được khuyến nghị để giảm bớt các triệu chứng bao gồm sử dụng nhiệt và lạnh. Các phương pháp khác như dùng thuốc, tập thể dục và vật lý trị liệu cũng được áp dụng

### Điều trị bảo tồn
Tập thể dục kết hợp với vận động khớp có tác dụng đối với cả rối loạn cơ cổ cấp tính và mãn tính. Những vận động ở vùng cổ có thể đem lại hiệu quả điều trị đau và cải thiện chức năng tốt hơn việc sử dụng một số loại thuốc. Vận động ngực cũng đem lại kết quả điều trị đau và cải thiện chức năng tương tự. Chiếu tia laser ở cường độ thấp sẽ làm giảm đau tức thì sau khi điều trị đau cổ cấp tính và lên đến 22 tuần sau khi điều trị đau cổ mãn tính

### Dùng thuốc
Những loại thuốc giảm đau như acetaminophen hoặc NSAIDs được chỉ định để điều trị đau. Thuốc làm giãn cơ cũng thường được sử dụng và có kết quả nhất định. Tuy nhiên, một nghiên cứu cho thấy thuốc giãn cơ cyclobenzaprine không thực sự hiệu quả trong điều trị viêm đau cổ cấp tính. Thuốc dạng bôi cũng có thể được sử dụng với một số bệnh nhân 

### Phẫu thuật
Những nguyên nhân cơ học gây ra đau cổ thường không được điều trị bằng phẫu thuật. Nếu nguyên nhân gây đau cổ là các vấn đề bệnh lý thì phẫu thuật là điều cần thiết. Phẫu thuật thường không được chỉ đinh cho trường hợp chèn ép dây thần kinh hay thoát vị đĩa đệm trừ khi tủy sống bị chèn ép hoặc đau và trường hợp quá trình điều trị bảo tồn như vật lý trị liệu không có hiệu quả kéo dài trong vài tháng

### Điều trị tại nhà
Tình trạng đau và cứng khớp sẽ được cải thiện sau vài ngày hoặc vài tuần, rất ít khi đây được coi là vấn đề nghiêm trọng. Trong hầu hết các trường hợp đau cổ do căng thẳng, sai tư thế thì lời khuyên thường được đưa ra là duy trì các hoạt động thường ngày, xoa bóp cổ để giảm triệu chứng đau. Ngoài ra các bước dưới đây cũng được dùng để kiểm soát cơn đau
- Chườm nóng cổ sẽ giúp giảm đau và co thắt cơ. Đối với nhiều người chườm lạnh sẽ có hiệu quả tốt hơn
- Khi ngủ nên chọn gối thấp và không quá cứng. Gối quá cao hoặc sử dụng quá nhiều gối sẽ làm cho cổ bị uốn cong
- Điều chỉnh tư thế cho đúng
- Không lái xe nếu thấy khó ngoái đầu và cổ để quan sát
- Tập các bài tập cho cổ sẽ giúp cơ cổ khỏe và linh hoạt hơn

Nếu tình trạng đau và cứng cổ không được cải thiện sau vài ngày hoặc tiến triển nghiêm trọng hơn thì việc sử dụng vật lý trị liệu sẽ là cách tốt nhất để giảm đau hiệu quả và lâu dài.

## Dịch tễ học
Đau cổ đã ảnh hưởng đến khoảng 330 triệu người trên toàn thế giới tính đến năm 2010 (chiếm 4,9% dân số). Tình trạng này xảy ra phổ biến hơn ở phụ nữ (5,7%) hơn nam giới (3.9%) và ít phổ biến hơn đau lưng dưới.

## Ước tính
Khoảng một nửa số trường hợp đau cổ được điều trị trong 1 năm. Khoảng 10% trong số các trường hợp trở thành mãn tính